# L'uomo che si gioca il cielo a dadi
L'uomo che si gioca il cielo a dadi, pubblicato nel 1973, è il terzo album inciso dal cantautore Roberto Vecchioni.

## Il disco
In realtà si tratta di un'antologia, comprendente alcune canzoni degli album precedenti, l'omonima canzone presentata da Vecchioni al Festival di Sanremo 1973 e pubblicata qualche mese prima su 45 giri, con il suo lato B (Sono solamente stanco da morire) e un solo brano inedito, Il fiume e il salice.
All'interno del disco vi è una presentazione scritta dal musicologo Vincenzo Buonassisi.
L'album, oltre allo stesso Vecchioni, vede la presenza come autori dei collaboratori abituali del cantautore, Andrea Lo Vecchio e Renato Pareti.
Gli arrangiamenti sono curati da Sergio Parisini.

## Tracce
Lato A
1. L'uomo che si gioca il cielo a dadi – 3:46 (testo: Andrea Lo Vecchio, Roberto Vecchioni – musica: Sergio Parisini)
2. Luci a San Siro – 4:14 (testo: Andrea Lo Vecchio, Roberto Vecchioni – musica: Sergio Parisini)
3. Sono solamente stanco da morire – 2:46 (testo: Andrea Lo Vecchio, Renato Pareti, Roberto Vecchioni – musica: Sergio Parisini)
4. I pazzi sono fuori – 4:37 (testo: Andrea Lo Vecchio, Renato Pareti, Roberto Vecchioni – musica: Sergio Parisini)
5. Povero ragazzo – 3:23 (testo: Andrea Lo Vecchio, Renato Pareti, Roberto Vecchioni – musica: Sergio Parisini)

Lato B
1. Il fiume e il salice – 3:44 (testo: Andrea Lo Vecchio, Renato Pareti, Roberto Vecchioni – musica: Sergio Parisini)
2. La tua assenza – 4:37 (testo: Andrea Lo Vecchio, Roberto Vecchioni – musica: Sergio Parisini)
3. Io non devo andare in Via Ferrante Aporti – 2:25 (testo: Andrea Lo Vecchio, Roberto Vecchioni – musica: Sergio Parisini)
4. Archeologia – 4:25 (testo: Andrea Lo Vecchio, Roberto Vecchioni – musica: Pasquale Canzi)
5. Fratelli? – 3:59 (testo: Andrea Lo Vecchio, Roberto Vecchioni – musica: Pasquale Canzi)